# Taekwondo-Europameisterschaften 1992
Die Taekwondo-Europameisterschaften 1992 fanden vom 18. bis 25. Mai 1992 in Valencia, Spanien, statt. Veranstaltet wurden die Titelkämpfe von der European Taekwondo Union (ETU). Insgesamt fanden 16 Wettbewerbe statt, jeweils acht bei Frauen und Männern in unterschiedlichen Gewichtsklassen.
Erfolgreichste Nation war Spanien mit sechs Europameistertiteln sowie jeweils drei Silber- und Bronzemedaillen. Auf den Rängen folgten Deutschland mit dreimal Gold, einmal Silber und fünfmal Bronze sowie die Türkei mit zweimal Gold, siebenmal Silber und dreimal Bronze.

## Medaillengewinner

### Frauen
| Gewichtsklasse | Gold              | Silber              | Bronze              |
| -------------- | ----------------- | ------------------- | ------------------- |
| - 43 kg        | Gülnur Yerlisu    | Helle Panzieri      | Edurne Berrio       |
| - 43 kg        | Gülnur Yerlisu    | Helle Panzieri      | Jolanthe Broll      |
| - 47 kg        | Elisabet Delgado  | Arzu Tan            | Christelle Hjamdu   |
| - 47 kg        | Elisabet Delgado  | Arzu Tan            | Kristina Persson    |
| - 51 kg        | Rosario Solís     | Döndü Şahin         | Trine Nielsen       |
| - 51 kg        | Rosario Solís     | Döndü Şahin         | Cathrin Vetter      |
| - 55 kg        | Nuray Deliktaş    | Josefina López      | Stéphanie Dhaeye    |
| - 55 kg        | Nuray Deliktaş    | Josefina López      | Marianna Engrich    |
| - 60 kg        | Patricia Reynolds | Minouchka Thielmann | Judith Pirchmoser   |
| - 60 kg        | Patricia Reynolds | Minouchka Thielmann | Karin Schwartz      |
| - 65 kg        | Sonny Seidel      | Morfou Drosidou     | Brigitte Gefroy     |
| - 65 kg        | Sonny Seidel      | Morfou Drosidou     | Hellen Jakobsen     |
| - 70 kg        | Coral Bistuer     | Anke Girg           | Ayda Kendi          |
| - 70 kg        | Coral Bistuer     | Anke Girg           | Theano Ketesidou    |
| + 70 kg        | Sandra Martín     | Abbe Kıvrık         | Gethimani Orfanidou |
| + 70 kg        | Sandra Martín     | Abbe Kıvrık         | Anna Widehov        |

### Männer
| Gewichtsklasse | Gold              | Silber                | Bronze            |
| -------------- | ----------------- | --------------------- | ----------------- |
| - 50 kg        | Gergely Salim     | Harun Ateş            | Javier Argudo     |
| - 50 kg        | Gergely Salim     | Harun Ateş            | Vito Toraldo      |
| - 54 kg        | Gabriel Esparza   | Abror Haider          | Sedat Bekdemir    |
| - 54 kg        | Gabriel Esparza   | Abror Haider          | Marc Wennmann     |
| - 58 kg        | Josef Salim       | Kadir Yağız           | Ángel Alonso Ríos |
| - 58 kg        | Josef Salim       | Kadir Yağız           | Leonard Glasnovic |
| - 64 kg        | Musa Çiçek        | Ekrem Boyalı          | Spyros Badas      |
| - 64 kg        | Musa Çiçek        | Ekrem Boyalı          | Youssef Lharraki  |
| - 70 kg        | José Santolaria   | Mustafa Elmalı        | John Kelly        |
| - 70 kg        | José Santolaria   | Mustafa Elmalı        | Ercan Özkuru      |
| - 76 kg        | Marcello Pezzolla | Antonio Pérez Acevedo | Eric Haeljcio     |
| - 76 kg        | Marcello Pezzolla | Antonio Pérez Acevedo | Sten Knuth        |
| - 83 kg        | Mikaël Meloul     | Ivan Brljevic         | Jos Bouwhuis      |
| - 83 kg        | Mikaël Meloul     | Ivan Brljevic         | Marcus Nitschke   |
| + 83 kg        | Oliver Schawe     | José Luis Álvarez     | Cezmi Kizilay     |
| + 83 kg        | Oliver Schawe     | José Luis Álvarez     | Ivan Radoš        |

## Medaillenspiegel
| Platz  | Land                   | Gold | Silber | Bronze | Gesamt |
| ------ | ---------------------- | ---- | ------ | ------ | ------ |
| 1      | Spanien                | 6    | 3      | 3      | 12     |
| 2      | Deutschland            | 3    | 1      | 5      | 9      |
| 3      | Türkei                 | 2    | 7      | 3      | 12     |
| 4      | Dänemark               | 2    | 2      | 5      | 9      |
| 5      | Frankreich             | 2    | −      | 4      | 6      |
| 6      | Italien                | 1    | −      | 1      | 2      |
| 7      | Griechenland           | −    | 1      | 3      | 4      |
| 7      | Schweden               | −    | 1      | 3      | 4      |
| 9      | Niederlande            | −    | 1      | 1      | 2      |
| 10     | Kroatien               | −    | −      | 1      | 1      |
| 10     | Österreich             | −    | −      | 1      | 1      |
| 10     | Ungarn                 | −    | −      | 1      | 1      |
| 10     | Vereinigtes Königreich | −    | −      | 1      | 1      |
| Gesamt | Gesamt                 | 16   | 16     | 32     | 64     |